# Here I Am
「Here I Am」（ヒア・アイ・アム）は、Dragon Ashの25枚目のシングル。2013年5月29日、MOB SQUADから発売。

## 解説
- 「Run to the Sun/Walk with Dreams」から約8か月ぶりのシングル。6人体制Dragon Ashとして初の音源リリースとなる。
- 楽曲のテーマは「存在証明」。
- 馬場の逝去によって、不在となったベースは、レコーディングではKjが演奏した。
- 初回限定盤仕様は「Kjデザイン"Here I Am"ジャケットステッカー」「キャンペーン応募券」「weekly LIVE & PIECE」視聴ID。

## 収録曲
作詞：Kj　作曲・編曲：Dragon Ash
1. Here I Am
  - CS番組『パチスロ（旅）』（フジテレビONE）エンディングテーマ。
2. Trigger
  - ゲーム『バイオハザード リベレーションズ アンベールド エディション』イメージソング。
3. Dance with Apps